# Шереметев, Василий Васильевич
Василий Васильевич Шереметев (1 марта 1794 — 13 ноября 1817, Санкт-Петербург) — русский дворянин, участник четверной дуэли из-за балерины Авдотьи Истоминой, которая была его возлюбленной.

## Биография
Василий Васильевич был вторым сыном в семье генерал-майора Василия Сергеевича Шереметева и его супруги Татьяны (Матрёны) Ивановны Марченко.
Участник Отечественной войны 1812 года, во время которой служил в кавалергардском полку, в котором 21 октября 1812 года был произведён в корнеты. Участвовал в заграничных походах русской армии, во время которых 23 сентября 1813 года был произведён в поручики. 
Спустя четыре года в октябре 1817 года получил чин штабс-ротмистра.
Ухаживал за балериной Авдотьей Истоминой, которая была его возлюбленной и жила с ним в одной квартире. В начале ноября 1817 года между ними произошла ссора и Истомина переехала в отдельную квартиру. 5 ноября она отправилась вместе с близким другом Александром Грибоедовым к графу Александру Завадовскому. Спустя несколько дней Истомина вернулась к Шереметеву, который расспросил её, где она находилась после их ссоры. Узнав, что она была в гостях у Завадовского, Шереметев отправился к нему с другом Александром Якубовичем и вызвал его на дуэль.
После переговоров Шереметев и Завадовский договорились о дуэли, которая состоялась 12 ноября на Волковом поле. По условиям дуэли, противники должны были сходиться на 6 шагов при барьере в 18. Шереметев выстрелил первый, не дав своему противнику дойти до барьера. Пуля, выпущенная из его пистолета, оторвала край воротника у сюртука Завадовского. Стрелявший следом Завадовский тяжело ранил Шереметева, свалив его с ног; пуля попала ему в живот и застряла в левом боку. Раненый Шереметев был отвезён Якубовичем на свою квартиру, где и скончался на следующий день.
Был похоронен на Лазаревском кладбище Александро-Невской лавры.